# Aedes mohani
Aedes mohani é um espécie de mosquito do Género Aedes, pertencente à família Culicidae.